# Burkhard Pauge
Burkhard Wilhelm Pauge (* 6. Dezember 1949 in Bad Rothenfelde) ist ein deutscher Jurist und war von 2001 bis März 2015 Richter am Bundesgerichtshof.

## Leben
Von 1968 bis 1973 studierte Pauge Rechtswissenschaft an den Universitäten Köln und Münster. Nach dem Referendariat und der Zweiten Juristischen Staatsprüfung trat er 1976 in den höheren Justizdienst des Landes Nordrhein-Westfalen ein. Er war als Richter auf Probe beim Landgericht Münster sowie den Amtsgerichten Gronau, Ibbenbüren, Lüdinghausen, Recklinghausen und Rheine tätig, bevor er im Jahre 1980 zum Richter am Landgericht beim Landgericht Münster ernannt wurde. 1988 folgte seine Ernennung zum Richter am Oberlandesgericht beim Oberlandesgericht Hamm. Zwischen 1996 und 1999 war er von dort als wissenschaftlicher Mitarbeiter an den Bundesgerichtshof abgeordnet und dort dem V. Zivilsenat des Bundesgerichtshofes zugeteilt.
Am 2. April 2001 wurde Pauge zum Richter am Bundesgerichtshof ernannt und dem für das Deliktsrecht, das Arzthaftungsrecht und das Verkehrsrecht zuständigen VI. Zivilsenat zugewiesen, in welchem er bis zum Eintritt in den Ruhestand am 31. März 2015 tätig war.
Pauge doziert an der Universität Münster. Er ist Mitautor des im Jahr 2010 im RWS-Verlag in 11. Auflage erschienenen Buchs Steffen/Pauge, Arzthaftungsrecht sowie seit 2002 Mitherausgeber der im Erich-Schmidt-Verlag erschienenen Entscheidungssammlung AHRS (Arzthaftpflichtrechtsprechung).
Burkhard Pauge ist verheiratet und hat drei Kinder.